# 仙台バイパス
仙台バイパス（せんだいバイパス）は、宮城県の仙台都市圏を南北に縦断するバイパス道路である。国道4号・国道6号・国道47号の一部であり、途中、苦竹ICで国道45号と接続する4車線（一部6車線）道路。

## 概要
仙台バイパスの起点と終点には複数の定義が使われており、元来、岩沼市 - 仙台市泉区間（定義1）を指したが、北は富谷市と仙台市との市町境から南は岩沼バイパスまで含めた柴田町 - 富谷市間（定義2）や、定義1の区間の北側で実施された（富谷バイパスを含む）富谷大和拡幅により文書製作時点で4車線化が済んだ区間を定義1に加えた岩沼市 - 大衡村区間（定義3）を指す場合も見られる。
以下に国土交通省の文書で見られる定義を示す。
|              |                | 定義1         | 定義2         | 定義3         |
| ------------ | -------------- | ------------- | ------------- | ------------- |
| 黒川郡大衡村 | 古舘前交差点   |               |               |               |
| 富谷市       | 大沢峠         |               |               |               |
| 仙台市泉区   | 泉交差点       |               |               |               |
| 岩沼市       | 梶橋交差点     |               |               |               |
| 柴田郡柴田町 | 四日市場交差点 |               |               |               |
| 道路延長     | 道路延長       | 26.6 km       | 37.9 km       | 40.6 km       |
| 地図         | 地図           | Google マップ | Google マップ | Google マップ |

当記事では、定義1の岩沼市 - 仙台市泉区間について説明をする。
仙台市内の区間は「仙台市総合道路整備計画」における骨格幹線道路網「3環状12放射状線」のうち、内側から数えて3番目の環状道路である「市街地環状線」の一部を成す。また、地域高規格道路の仙台都市圏自動車専用道路の候補路線に当道が指定されている。
- 起点：岩沼市梶橋
- 終点：仙台市泉区七北田

仙台バイパスの南端は岩沼市内で国道4号岩沼バイパスと接続する。すぐ名取市内に入り、東日本旅客鉄道（JR東日本）東北本線と並走し概ね浜堤上を北東に進み飯野坂で旧道名取市街方向と分岐する。雷神山古墳がある愛島丘陵東端を迂回すると進路をほぼ北に向けて進み、仙台市に入る。

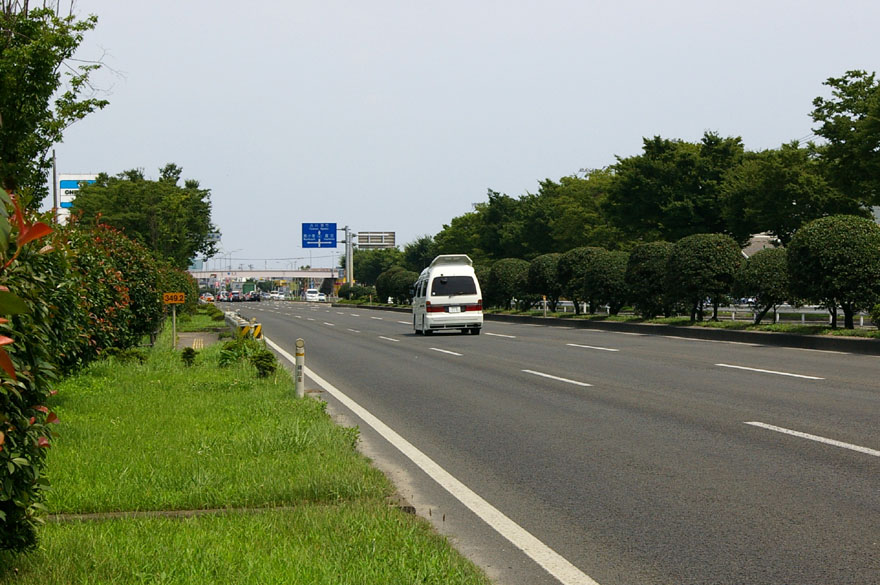
国道4号仙台バイパス。仙台市若林区遠見塚付近（2005年8月）

名取川および仙台南部道路を名取大橋で跨ぐと6車線となり、北東に向きを変え、次に広瀬川を千代大橋で跨ぐ。遠見塚古墳と霞目駐屯地の間を通過して東部流通団地に入ると、卸町交差点と箱堤交差点の間の区間で方向を北に戻す。国道45号との間に形成された苦竹ICで4車線になり、国道45号とJR仙石線を跨ぐと再び6車線になる。新田東にて都市計画道路新田田子線をダイヤモンド型インターチェンジ形式で超え、JR東北新幹線・東北本線・宮城県道8号仙台松島線との立体交差部で再び4車線となり北西に向きを変え、七北田丘陵の北東端をなぞるように七北田川南岸を進む。泉大橋で七北田川を渡ると七北田川支流の要害川と並走するようになり、蛇行する同川が松島丘陵に形成したV字谷の両岸を行き来しながら進む。同川の谷底平野に入る辺りで宮城県道22号仙台泉線（将監トンネル）と接続し、終点となる。この先は仙台バイパスではないが、仙台バイパスと同じ規格の道路が続き、松島丘陵（黒川丘陵 / 富谷丘陵）の分水嶺を越えて吉田川支流がつくった谷底平野に入り、富谷バイパスへと繋がる。
通過する地域によっては「名取バイパス」「中田バイパス」「長町バイパス」「泉バイパス」などの通称もある。

## 歴史
かつて仙台市都心部を通り旧泉市（現仙台市泉区）へ至っていた国道4号は、幾度かの路線移管を経て2016年6月現在、北から県道仙台泉線、国道48号（286号との重複区間）、国道286号、県道仙台名取線と改められた。このため、仙台市都心部を抜ける国道4号線は事実上消滅し、仙台バイパスが国道4号線の本線（現道）扱いとなっている。

### 年表
- 1959年度（昭和34年度）：事業に着手
- 1964年度（昭和39年度）：岩沼市梶橋 - 仙台市籠ノ瀬間 (10.3 km) を4車線で供用開始
- 1966年度（昭和41年度）：仙台市籠ノ瀬 - 仙台市苦竹IC間 (7.4 km) を4車線で供用開始
- 1970年度（昭和45年度）：苦竹IC - 泉町七北田間 (8.9 km) を2車線で供用し、これにより岩沼バイパス岩沼市四日市場 - 泉町（現・仙台市泉区）間37.3 kmの全線暫定供用
  - 苦竹ICは平面交差で暫定供用
- 1974年度（昭和49年度）：苦竹ICの立体交差完成により、全線 (26.6 km) を4車線で供用開始
- 1982年度（昭和57年度）：南有料取付 - 苦竹IC間 (8.0 km) を6車線で供用開始
- 1989年度（平成元年度）：仙台拡幅として苦竹IC - 山崎交差点間 (2.2 km) の6車線化事業に着手
- 2006年（平成18年）：仙台拡幅に山崎交差点 - 仙台市鶴ヶ谷交差点間 (1.8 km) の6車線化事業を追加
- 2007年（平成19年）3月20日：苦竹IC - 山崎交差点間を6車線で供用開始
- 2019年（平成31年）
  - 1月11日：仙台拡幅に箱堤交差点の立体交差化事業（卸町交差点 - 苦竹IC間 (1.4 km) ）を追加[10][11]
  - 3月：山崎交差点 - 仙台市鶴ヶ谷交差点間の上り線を3車線で供用開始
- 2020年（令和2年）10月9日：山崎交差点 - 仙台市鶴ヶ谷交差点間の下り線を3車線で供用開始[12]
- 2021年（令和3年）3月30日：「仙台拡幅（篭ノ瀬〜鹿の又）」として篭ノ瀬 - 鹿の又間延長1.6 kmの立体化が事業化[13]
- 2025年（令和7年）2月9日：卸町交差点 - 苦竹IC間が立体化、交通切り替え[14][15]

## 路線状況
長町から苦竹ICの間の仙台市若林区にある六丁目交差点、箱堤交差点は平面交差点で、右左折レーンを含めて片側8車線にもなる。2007年（平成19年）3月20日、渋滞緩和のため、苦竹ICと山崎立体交差点の間が周辺部の土地区画整理事業と合わせて4車線から6車線に拡幅された。交通量が非常に多く慢性的な渋滞が問題化しており、立体化や車線増設などを望む声もあった。また交通事故が多発したため、通常の青信号を廃し直進も矢印式信号機とすることで直進車と右折車を分離している。
こうした中で、2010年（平成22年）3月27日に仙台北部道路が全線開通しており、これにより仙台都市圏環状自動車専用道路（ぐるっ都・仙台）が全線開通した。現在は、2つの立体交差化事業が行われており、その内卸町交差点と苦竹IC間にある箱堤交差点については、2025年（令和7年）2月9日に立体部分への交通切り替えが行われた。2021年（令和3年）に事業化された篭ノ瀬～鹿の又間については完成時期未定となっている。
鹿の又交差点の上り線、苦竹IC、山崎立体交差点では車線減少等による通行レーンの変化がある。

### 交通量
2005年度（平成17年度道路交通センサスより）
平日24時間交通量（台）
- 仙台市太白区郡山五丁目：77,312
- 仙台市若林区卸町五丁目：76,610
- 仙台市泉区七北田将監四丁目：67,093
- 名取市植松字入生：57,917

## 交差する道路など
- 上側が起点側、下側が終点側。左側が上り側、右側が下り側。
- 交差する道路は、都道府県道以上の交差点、および主要渋滞ポイント。特記がないものは市道。
- △印は宮城県渋滞対策連絡協議会が策定した「第3次渋滞対策プログラム」（2000年度 - 2002年度）で指摘された主要渋滞ポイント、▲印は同じく「新しい渋滞対策プログラム」（2003年度 - ）で指摘された主要渋滞ポイント。

| 交差する道路など                       | 交差する道路など                              | 交差する場所 | 交差する場所 | 交差する場所   | 主要渋滞 ポイント |
| -------------------------------------- | --------------------------------------------- | ------------ | ------------ | -------------- | ----------------- |
| 国道4号（岩沼バイパス） 福島・相馬方面 |                                               |              |              |                |                   |
| 県道20号仙台空港線                     | －                                            | 名取市       | 名取市       |                |                   |
| 県道258号仙台館腰線                    | 館腰駅方面                                    | 名取市       | 名取市       |                |                   |
| －                                     | 県道273号仙台名取線（旧国道4号） 名取市街方面 | 名取市       | 名取市       |                |                   |
| 県道127号杉ヶ袋増田線                  | 県道127号杉ヶ袋増田線                         | 名取市       | 名取市       | 増田           |                   |
| 県道129号閖上港線                      | 県道129号閖上港線                             | 名取市       | 名取市       |                | ▲                 |
| －                                     | 秋保・村田方面                                | 名取市       | 名取市       | 田高東         | ▲                 |
| 名取川                                 | 名取川                                        | 仙台市       | 太白区       | 名取大橋       | －                |
|                                        | 市道90号仙台南環状線                          | 仙台市       | 太白区       | 篭ノ瀬         |                   |
| 仙台南部道路方面                       | 長町駅・山形方面〈広瀬河畔通〉                | 仙台市       | 太白区       | 鹿の又         | △▲                |
| 広瀬川                                 | 広瀬川                                        | 仙台市       | 太白区       | 千代大橋       | －                |
| 広瀬川                                 | 広瀬川                                        | 仙台市       | 若林区       | 千代大橋       | －                |
| 県道54号井土長町線                     |                                               | 仙台市       |              |                |                   |
| 県道235号荒井荒町線                    | 県道235号荒井荒町線                           | 仙台市       | 蒲町         |                |                   |
| 県道23号仙台塩釜線                     | 県道137号荒浜原町線                           | 仙台市       | 六丁目       |                |                   |
| 仙台港方面                             | 銀杏町方面                                    | 仙台市       | 宮城野区     | 箱堤           | △▲                |
| 国道45号                               | 国道45号                                      | 仙台市       | 宮城野区     | 苦竹IC         |                   |
| 梅田川 仙石線                          | 梅田川 仙石線                                 | 仙台市       | 宮城野区     | 梅田川橋       | －                |
| 東北本線                               | 東北本線                                      | 仙台市       | 宮城野区     | 燕沢跨線橋     | －                |
| 県道8号仙台松島線                      | 県道8号仙台松島線                             | 仙台市       | 宮城野区     | 山崎           | △▲                |
| 七北田川                               | 七北田川                                      | 仙台市       | 泉区         | 泉大橋         | －                |
| 県道35号泉塩釜線                       | 県道35号泉塩釜線                              | 仙台市       | 泉区         | 免許センター前 | △                 |
| 県道56号仙台三本木線                   | 七北田方面                                    | 仙台市       | 泉区         |                |                   |
| －                                     | 七北田方面                                    | 仙台市       | 泉区         | 泉             |                   |
| 成田方面                               | 将監方面 将監トンネル 泉中央方面              | 仙台市       | 泉区         | 将監           | △▲                |
| 国道4号 一関・新庄方面                 |                                               |              |              |                |                   |